# Impton Söderlund
Joel Impton Johannes Söderlund (Helsinki, Finlandia, 7 de enero de 2000) es un futbolista finlandés de ascendencia costarricense que juega como delantero centro en el JäPS  de la Ykkösliiga de Finlandia

## Trayectoria

### Atlantis F. C.
Debutó profesionalmente el 14 de mayo de 2016 en la Kakkonen contra FC Espoo, ingresó de cambio al minuto 86 por Severi Murto en la derrota 1-2. El 10 de julio del mismo año realizó su primera anotación contra Salon Palloilijat, ingresó al terreno de juego al minuto 82, mientras al minuto 90+2 elaboró su primera anotación finalizando con empate 2-2. El 1 de agosto del mismo año realizó su segunda anotación contra Etelä-Espoon Pallo en el que ingresó al minuto 87, cinco minutos después realizó el gol finalizando con victoria 3-0.
En la temporada 2018-19, el Atlantis F. C. estuvo en la Kolmonen de la cuarta categoría finlandés. Marcó su primer doblete contra Tuusulan Palloseura en los minutos 18, y 57, con 71 minutos de participación el encuentro finalizó con victoria 4-1. Finalizada la temporada el equipo se ubicó en la 1ª posición con 57, logrando ascender a Kakkonen, obteniendo su primer título nacional.

### F. C. Jazz
Debutó con el F. C. Jazz el 23 de abril de 2022 contra Tampere United, disputó 84 minutos del encuentro en su primera anotación al minuto 44 en la victoria 3-1.

### JäPS
Recientemente fue contratado por el JäPS de la Ykkösliiga (Segunda División de Finlandia), donde ha tenido buenas actuaciones en la Soumen Cup. Su partido con mejor rendimiento fue el 0-7 ante el FC Futura de la cuarta división donde anotó al minuto 59,65 y 86, marcando su primer hat-trick con el JäPS. 

## Estadísticas

### Clubes
Actualizado al último partido jugado el 29 de julio de 2023.
| Club                       | Div.          | Temporada     | Liga  | Liga  | Liga   | Copas nacionales | Copas nacionales | Copas nacionales | Copas internacionales | Copas internacionales | Copas internacionales | Total | Total | Total  |
| Club                       | Div.          | Temporada     | Part. | Goles | Asist. | Part.            | Goles            | Asist.           | Part.                 | Goles                 | Asist.                | Part. | Goles | Asist. |
| -------------------------- | ------------- | ------------- | ----- | ----- | ------ | ---------------- | ---------------- | ---------------- | --------------------- | --------------------- | --------------------- | ----- | ----- | ------ |
| Atlantis F. C. · Finlandia |               |               |       |       |        |                  |                  |                  |                       |                       |                       |       |       |        |
| 3.ª                        | 2016          | 9             | 2     | 0     | —      | —                | —                | —                | —                     | —                     | 9                     | 2     | 0     |        |
| 4.ª                        | 2018          | —             | —     | —     | 1      | 0                | 0                | —                | —                     | —                     | 1                     | 0     | 0     |        |
| 4.ª                        | 2019          | 18            | 4     | 0     | 1      | 0                | 0                | —                | —                     | —                     | 19                    | 4     | 0     |        |
| 3.ª                        | 2020          | 10            | 4     | 0     | —      | —                | —                | —                | —                     | —                     | 10                    | 4     | 0     |        |
| 3.ª                        | 2021          | 16            | 3     | 0     | —      | —                | —                | —                | —                     | —                     | 16                    | 3     | 0     |        |
| Total club                 | Total club    | 53            | 13    | 0     | 2      | 0                | 0                | 0                | 0                     | 0                     | 55                    | 13    | 0     |        |
| F. C. Jazz · Finlandia     |               |               |       |       |        |                  |                  |                  |                       |                       |                       |       |       |        |
| 3.ª                        | 2022          | 22            | 7     | 4     | —      | —                | —                | —                | —                     | —                     | 22                    | 7     | 4     |        |
| 3.ª                        | 2023          | 10            | 2     | 0     | 2      | 0                | 0                | —                | —                     | —                     | 12                    | 2     | 0     |        |
| Total club                 | Total club    | 32            | 9     | 4     | 2      | 0                | 0                | 0                | 0                     | 0                     | 34                    | 9     | 4     |        |
| Atlantis F. C. · Finlandia |               |               |       |       |        |                  |                  |                  |                       |                       |                       |       |       |        |
| 1.ª                        | 2024          | 0             | 0     | 0     | —      | —                | —                | —                | —                     | —                     | 0                     | 0     | 0     |        |
| Total club                 | Total club    | 0             | 0     | 0     | 0      | 0                | 0                | 0                | 0                     | 0                     | 0                     | 0     | 0     |        |
| Total carrera              | Total carrera | Total carrera | 85    | 22    | 4      | 4                | 0                | 0                | 0                     | 0                     | 0                     | 89    | 22    | 4      |
| 1. Fuente:Transfermarkt    |               |               |       |       |        |                  |                  |                  |                       |                       |                       |       |       |        |

## Palmarés

### Títulos nacionales
| Título   | Equipo         | País      | Año  |
| -------- | -------------- | --------- | ---- |
| Kolmonen | Atlantis F. C. | Finlandia | 2019 |